# Benefon

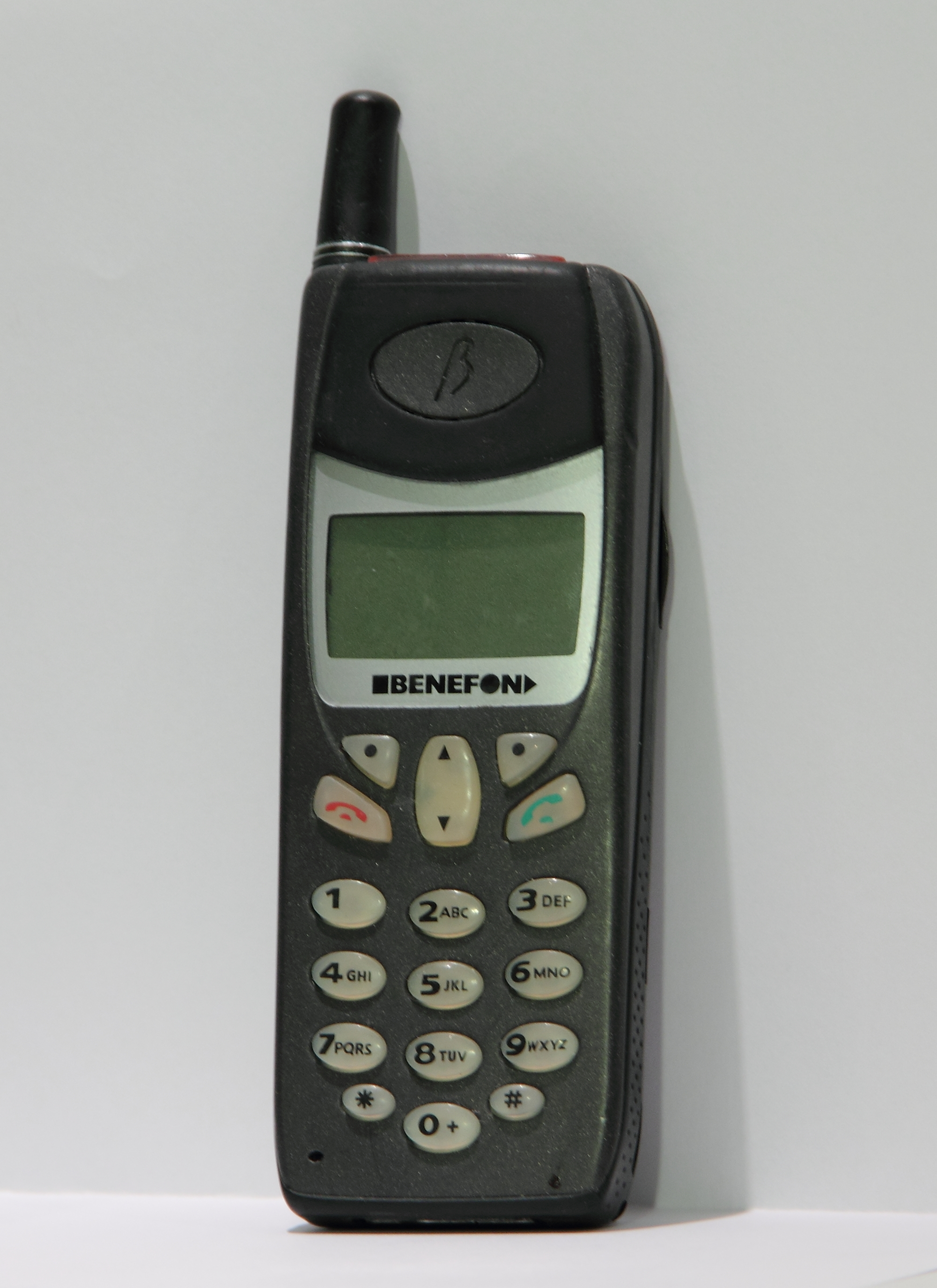
Benefon Track Pro med GPS positionerat personlarm

GeoSentric Oyj (tidigare Benefon) var ett finländskt mobilföretag grundat i Salo.
GeoSentric startades under namnet Benefon år 1988 av Jorma U. Nieminen. I början tillverkade företaget biltelefoner och mobiltelefoner men övergick senare till programvara och service.